# Louis-Lazare Kahn
Louis-Lazare Kahn, francoski general, * 1895, † 1967.